# Parazanclodes chrysaugella
Parazanclodes chrysaugella är en fjärilsart som beskrevs av George Francis Hampson 1901. Parazanclodes chrysaugella ingår i släktet Parazanclodes och familjen mott. Inga underarter finns listade i Catalogue of Life.